# Scaptomyza mediana
Scaptomyza mediana är en tvåvingeart som beskrevs av Hardy 1965. Scaptomyza mediana ingår i släktet Scaptomyza och familjen daggflugor. Inga underarter finns listade i Catalogue of Life.